# 荷蘭港
荷蘭港（英語：Dutch Harbour）是一個位於阿拉斯加州阿馬克納克島的一個港灣，為1942年荷蘭港戰役的所在地。除了珍珠港外，荷蘭港是少數在二戰時被日軍轟炸的美國本土。
現時，荷蘭港是一個重要的漁業港口。